# Hetty Heyting
Henriëtte Albertine Heijting (Huissen, 19 oktober 1953) is een Nederlandse actrice, schrijfster, zangeres en theatermaakster. Ze staat bekend als Hetty Heyting.

## Leven
Haar middelbare school stond in Arnhem (Christelijk Lyceum), alwaar ze haar examen HBS-A afrondde. Al gedurende die jeugd was ze met het Nederlands bezig, leerde zichzelf lezen, tekende beeldverhalen, schreef in de schoolkrant, schreef schooltoneelstukjes, was er copywriter voor en regisseerde ze ook wel.
Optreden zat er al vroeg in. Een horecagelegenheid in Amsterdam had haar ingeschakeld, maar de kroegbaas weigerde haar achteraf te betalen; de voorstelling had in zijn ogen te weinig opgeleverd. Hij maakte een schampere opmerking dat ze maar in theaters moest gaan staan. Vandaar dat ze tussen 1972 en 1976 studeerde ze aan de Akademie voor Kleinkunst in Amsterdam.  In die periode werd ze ook wees, haar moeder overleed toen ze zestien; haar vader toen ze twintig was; ze moest daarbij ook nog voor haar zusje zorgen. In die tussenliggende periode trok een stiefmoeder het huis in, volgens Heyting een onwenselijke situatie, waarop ze commentaar gaf in de voorstelling Een groot misverstand.
Daar leerde ze Jan Simon Minkema kennen met wie ze en Beatrijs Sluijter Kindercabaret Potvoordrie op de planken bracht (1976-1979). Aansluitend maakte ze deel uit van Theatercollectief Hare Majesteit (1978-1997).
Ze speelde in onder andere Zeg 'ns Aaa (als de lesbische Thea), Farce Majeure en De Familie Knots. Van het laatste programma was ze eveneens de bedenker en schrijfster. Andere series waarvoor ze schreef, zijn onder meer Switch, Oma Fladder, Kanaal 13, Steil achterover en Niemand de deur uit!. In de jaren tachtig maakte ze ook het hoorspel Snotneus Ahoy, samen met Marnix Kappers en Burny Bos. Heijting heeft tevens scripts geschreven voor Baantjer en Blauw blauw en heeft veel werk geleverd op de radio en als kinderboekenschrijfster. In het theater heeft zij zich gemanifesteerd met een aantal shows. In samenwerking met haar – inmiddels overleden – partner Martin van den Ham en acteur Jon van Eerd produceerde zij onder meer Bloedlink (1992-1994) en Eelt (1992-1997). Deze draad pakte ze in 2017 weer op toen ze ging werken bij Theatergezelschap The Big Mo Impro Theatre Show.
Ze is te horen in nagesynchroniseerde producties zoals Clifford, Pokémon, Vrouwtje Theelepel, Saartje en Tommie, Cow and Chicken, Babe, M.A.S.K., The Powerpuff Girls, The Fairly OddParents (waar ze de stemmen van Timmy's mama en Chester doet), Ratjetoe, Mon Colle Knights en Codename: Kids Next Door. Daarnaast is Heyting ook te horen als uil in de attractie Merlin's Magic Castle in Walibi Holland.
Vanaf 2004 was Heyting wederom te zien als Tante Til uit De Familie Knots in de sinterklaasfilms van regisseur Martijn van Nellestijn.
Door de jaren heen gaf ze (solo)theatervoorstellingen, waaronder sinds 2002 het langlopende Ik lijk wel gek. Ze had het samen met haar man bedacht en opgezet, maar die overleed onverwachts voordat het de theaters bereikte.
Heyting woont sinds 1980 in de Watergraafsmeer; in die woning bedacht ze tijdens een grote verbouwing de situatie in De familie Knots.

## Filmografie

### Actrice
- De Bellinga's: Pretpark op stelten (2024); als Buuf Bets
- De Bellinga's: Vakantie op stelten (2023); als Buuf Bets
- De Bellinga's: Huis op stelten (2022); als Buuf Bets
- Een Feest voor Sinterklaas (2013), als Tante Til
- Sinterklaas en de Pepernoten Chaos (2013), als Tante Til
- Sinterklaas en het Raadsel van 5 December (2011), als Tante Til
- Sinterklaas en het Pakjes Mysterie (2010), als Tante Til
- Star Wars: The Clone Wars (2009-2020), als Asajj Ventress, Jocasta Nu, Satine Kryze (stem)
- Sinterklaas en de Verdwenen Pakjesboot (2009), als Tante Til
- Sinterklaas en het Geheim van het Grote Boek (2008), als Tante Til
- Pokémon: Diamond and Pearl - Battle Dimension (2008), als Dextette (De Vrouwelijke PokéDex) (stem)
- Life & Cooking (2007), als Tante Til
- Sinterklaas en het Uur van de Waarheid (2006), als Tante Til
- Het Sinterklaas Surprise Dakfeest (2005), als Tante Til
- Barbie: Fairytopia (2005), als Laverna (stem)
- Foster's Home for Imaginary Friends (2005), als Mevrouw Foster, Francien (stem)
- The Incredibles (2004), als overige stemmen
- Sinterklaas en het Geheim van de Robijn (2004), als Tante Til
- Jacob Dubbel (2003), als Juffrouw Zilveruitje, Melinda Groen (stem)
- Codename: Kids Next Door (2003), als Nummer 5
- Kim Possible (2003), als Dr. Ann Possible
- De Avonturen van Jimmy Neutron: Wonderkind (2002), als Betty Kleinood, Britney (stem)
- De Grimmige Avonturen van Billy en Mandy (2001), als Gladys, Eris (stem)
- The Fairly OddParents (2001), als Mam Turner, Geraldine Waxeplax (stem)
- Barbie in De Notenkraker (2001), als de Uil (stem)
- Merlin's Magic Castle (attractie in Walibi Holland, 2000), als Uiltje (stem)
- Courage het bange hondje (2000), als Muriel
- Hamtaro (2000), als Katja en Tante Viv (stem)
- The Powerpuff Girls (1999), als Blossom, Mevrouw Keane, Sedusa (stem)
- Niemand de deur uit! (1993), als Lindy en Martine Elzenbroek
- Waku Waku (1992), als zichzelf
- Steil achterover (1989), als Suus
- Switch (1988), als Vera Metman
- Zeg 'ns Aaa (1984-1987), als Thea
- De Poppenkraam (1985)
- Zoals u wenst, mevrouw (1984)
- De familie Knots (1980-1984), als Tante Til, Hansje en Oma Knots
- Vroeger kon je lachen (1983)
- Sprong naar de liefde (1982), als Marga
- Groepsfoto van Hare Majesteit (1980)
- De dans der vierkanten waarin opgenomen Elly, of het beroemde stuk (1980)